# 基山町

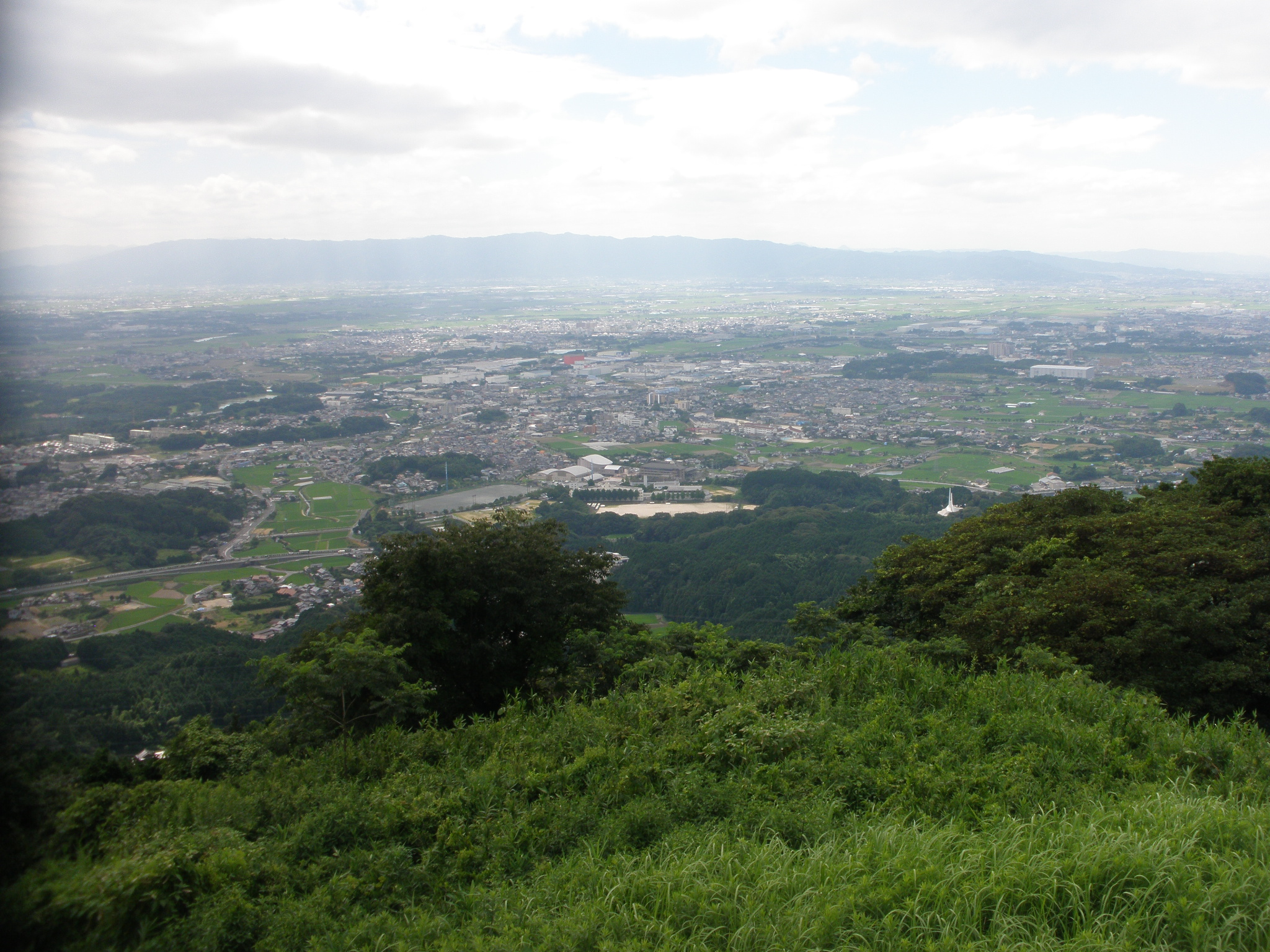
基肄城展望台から望む基山町南部

基山町（きやまちょう）は、佐賀県の東部、三養基郡に属する町。県の東部地域に属する。また鳥栖都市圏に含まれる。

## 地理
佐賀県の東端部に位置し、南側で鳥栖市に接しているほかは福岡県に接する。福岡市へは人口の10%以上が通勤・通学するなどベッドタウンとなっている。隣接する佐賀県鳥栖市とともに、九州の陸上交通の要衝の地である。なお、隣の鳥栖市と同様に福岡県のNHKや民放テレビ、ラジオ局を全て視聴する事が可能である。

### 地形
- 山岳：契山（408m）・基山（405m）
- 河川：秋光川 実松川  山下川

### 隣接している自治体
- 佐賀県
  - 鳥栖市
- 福岡県
  - 筑紫野市
  - 小郡市

### 地名
元々4大字が置かれていたが、住宅団地・けやき台が住居表示実施により独立した。
- 小倉(こくら)
- 園部(そのべ)
- 長野(ながの)
- 宮浦(みやうら)
- けやき台1丁目～4丁目(けやきだい)

また、町内は17の行政区にわかれており、さらに下部の単位として行政組合も置かれている。
- 第1区
  - 鎮西隈、長谷川、南脇田、金丸、三ヶ敷東、三ヶ敷西、正応寺、馬場、鎌浦、園部団地1～5組、緑町、東福寺
- 第2区
  - 皮籠石東、皮籠石中、皮籠石西、黒谷、鈴町、小原、小林、黒目牛、小松、古屋敷、柿の原、麦尾
- 第3区
  - 上町上第1～2、上町下、元町上、元町下、栄町、東本町、西本町、寿町第1～4、親和町、千塔、白土、向平原、宿1～3丁目、若葉町、緑が丘、新七町、平成町、つなぐ郷西、つなぐ郷東
- 第4区
  - 不動寺、南谷、宮脇上、宮脇下、宮前、仁連寺、田中、水上、一井木、住吉、才の上、辻、引地、神村
- 第5区
  - 永田1～3、四ツ角第1～2、小山、川東、川西、古寺、大城、野入、伊勢前、千代
- 第6区
  - 桜町、白坂上、白坂中、白坂下、八辺、引地、上原、中園、池ノ坂、丸林東、丸林西、末広
- 第7区
  - 上野、北奈良田、南奈良田、長野、野口、長ノ原、原住宅団地、西長野、奈良田
- 第8区
  - 明治町、旭町、東町上、東町下、東町第2～3、割田町2～4、高下町1～3、高下町南、千夫、昭和町
- 第9区
  - 秋光東、秋光西、川端通、川端2～3組、本通町、京町1～6丁目、玉の井、文教通1～11丁目、幸町、千代町、教和町、東千代町、牛逢、西千代町、向田、東箱町、箱町
- 第10区
  - 桜町第1～2、新町、神ノ浦第1～5、きやま台1～11丁目
- 第11区
  - 南高島1～12丁目、北高島1～9丁目、東脇田、東高島、夜水1～3丁目、向田東、向田西、サングリーン1～7丁目、石尺、西高島、上川原
- 第12区
  - 玉虫1～17丁目、氏林1～2丁目
- 第13区
  - 本桜1～8、北本桜1～7丁目
- 第14～17区
  - けやき台(各区が各丁目に相当する)

### 人口
基山町では福岡市などのベッドタウンとして新興住宅地の開発が続き、昭和45年3月末には9,643人だった人口は、平成11年5月末には19,153人まで倍増（29年間で9,510人増）したが、その後、若年層の流出が顕著となり平成30年まで人口は減少に転じた。（平成11年から平成30年までの19年間で1,839人の減少）
これを受け、基山町では移住定住施策に本格的に取り組むために、定住促進室（現在は定住促進課）を設置し、住宅取得補助金の創設や定住促進住宅の建設などを行った結果、平成28年から令和5年まで8年連続で転入が転出を上回る社会増加となり、令和2年からは4年連続人口増加となっている。
| |                                        |  |
| 基山町と全国の年齢別人口分布（2005年） | 基山町の年齢・男女別人口分布（2005年） |  |
| ■紫色 ― 基山町 ■緑色 ― 日本全国 | ■青色 ― 男性 ■赤色 ― 女性              |  |
| 基山町（に相当する地域）の人口の推移 \| 1970年（昭和45年） \| 9,735人 \| \| \| 1975年（昭和50年） \| 11,023人 \| \| \| 1980年（昭和55年） \| 11,501人 \| \| \| 1985年（昭和60年） \| 13,495人 \| \| \| 1990年（平成2年） \| 14,455人 \| \| \| 1995年（平成7年） \| 18,444人 \| \| \| 2000年（平成12年） \| 19,176人 \| \| \| 2005年（平成17年） \| 18,889人 \| \| \| 2010年（平成22年） \| 17,837人 \| \| \| 2015年（平成27年） \| 17,501人 \| \| \| 2020年（令和2年） \| 17,250人 \| \| |                                        |  |
| 総務省統計局 国勢調査より |                                        |  |
| 1970年（昭和45年） | 9,735人                                |  |
| 1975年（昭和50年） | 11,023人                               |  |
| 1980年（昭和55年） | 11,501人                               |  |
| 1985年（昭和60年） | 13,495人                               |  |
| 1990年（平成2年） | 14,455人                               |  |
| 1995年（平成7年） | 18,444人                               |  |
| 2000年（平成12年） | 19,176人                               |  |
| 2005年（平成17年） | 18,889人                               |  |
| 2010年（平成22年） | 17,837人                               |  |
| 2015年（平成27年） | 17,501人                               |  |
| 2020年（令和2年） | 17,250人                               |  |

## 歴史

### 近現代
- 1889年（明治22年）4月1日 -  町村制の施行により、小倉村、園部村、長野村及び宮浦村の区域をもって、基肄郡基山村が発足する[4][5]。
- 1925年（大正15年）10月19日 - 小作争議が激化。小作人の集団が某地主宅を放火、他の地主宅も投石により破壊[6]。
- 1896年（明治29年）4月1日 - 郡制施行前の郡の統合により、三養基郡の所属となる[7]。
- 1939年（昭和14年）1月1日 -  基山村は町制施行して、基山町となる。
- 1949年（昭和24年）5月22日 - 町内に昭和天皇の戦後巡幸。引揚者や戦災孤児を収容した因通寺洗心寮を視察[8]。
- 1959年（昭和34年） - 大字長野の区域の一部を鳥栖市に編入する。現在の町域が定まる。
- 2019年（平成31年）3月1日　‐　町制施行80周年を迎える。

### 変遷表
| 基山町町域の変遷表 | 基山町町域の変遷表 | 基山町町域の変遷表    | 基山町町域の変遷表 | 基山町町域の変遷表           | 基山町町域の変遷表  | 基山町町域の変遷表 | 基山町町域の変遷表 |
| 1868年 以前        | 1868年 以前        | 1868年 以前           | 明治22年 4月1日    | 明治22年 - 昭和64年          | 明治22年 - 昭和64年 | 平成元年 - 現在    | 現在               |
| ------------------ | ------------------ | --------------------- | ------------------ | ---------------------------- | ------------------- | ------------------ | ------------------ |
| 基肄郡             |                    | 小倉村                | 基山村             | 明治29年3月26日 三養基郡発足 | 昭和14年1月1日 町制 | 基山町             | 基山町             |
| 基肄郡             | 園部村             |                       | 基山村             | 明治29年3月26日 三養基郡発足 | 昭和14年1月1日 町制 | 基山町             | 基山町             |
| 基肄郡             | 宮浦村             |                       | 基山村             | 明治29年3月26日 三養基郡発足 | 昭和14年1月1日 町制 | 基山町             | 基山町             |
| 基肄郡             | 長野村             |                       | 基山村             | 明治29年3月26日 三養基郡発足 | 昭和14年1月1日 町制 | 基山町             | 基山町             |
| 基肄郡             |                    | 昭和34年 鳥栖市に編入 | 基山村             | 明治29年3月26日 三養基郡発足 | 鳥栖市              | 鳥栖市             |                    |

## 行政

### 町長・議会
- 町長：松田一也（2016年2月20日就任、３期目）
- 議会定数：13名

### イメージキャラクター
きやまん
2011年（平成23年）3月7日から基山町のイメージキャラクター。
きやまんの弟であるきやまるもいる。

### 県政
三養基郡選挙区から選出される佐賀県議会議員の定数は2議席である。

### 国政
- 衆議院 - 基山町は、佐賀県第1区。比例区では九州ブロックに属する。詳細は、それぞれの選挙区を参照のこと。
- 参議院 - 基山町は、佐賀県選挙区（全県区、定数2議席）に属する。

### 警察
- 鳥栖警察署
  - 交番 
    - 基山交番

### 消防
- 鳥栖・三養基地区消防事務組合
  - 基山分署
- 基山町消防団 基山町女性消防団

## 産業
九州の大動脈たる九州自動車道や国道3号に近い地の利を活かし、工場誘致が行われている。
基山パーキングの裏手には日本最大のエミューの飼育場がある。

### 基山町に本社を置く企業
- サンポー食品本社工場
- 田中鉄工
- 西鉄車体技術

### 基山町に工場・事業所を置く主要企業
- コカ・コーラボトラーズジャパン基山工場
- 伊藤ハム米久フーズ九州工場
- 東洋水産佐賀冷凍工場
- 東洋製罐基山工場
- 日本タングステン基山工場
- 株式会社壱番屋佐賀営業所・工場
- トーモク九州工場
- 臼杵運送鳥栖配送センター支店
- 福岡運輸福岡支店
- 鴻池運輸中国九州支店 佐賀配送センター営業所
- キユーソー流通システム基山営業所
- 大林道路佐賀営業所北部アスファルトプラント
- 九電工アカデミー

## 市外局番
- 市外局番は全域が0942である。
  - 久留米MA（91 - 92）

## 金融機関
- 佐賀銀行基山支店
- 福岡銀行基山支店
- JAさが（JAバンク）1支所 - 基山支所

## 郵便
郵便局
- 基山郵便局
- 高島団地簡易郵便局

郵便番号
| 地域     | 郵便番号 |
| -------- | -------- |
| けやき台 | 841-0205 |
| 小倉     | 841-0201 |
| 園部     | 841-0203 |
| 長野     | 841-0202 |
| 宮浦     | 841-0204 |

## 健康・福祉
統計はすべて2010年10月1日の国勢調査のもの。
- 平均年齢：45.34歳
  - 年少人口（0 - 14）割合：13.24%
  - 生産年齢人口（15 - 64）割合：64.39%
  - 老年人口（65 - ）割合：22.37%

## 教育

### 私立中高一貫校
- 東明館中学校・高等学校

※公立高等学校はない。

### 公立小学校・中学校
小学校2校、中学校1校
- 基山町立基山中学校
- 基山町立基山小学校
- 基山町立若基小学校

### 幼稚園
- 私立 
  - 見真幼稚園

### 保育園
- 町立
  - 基山保育園
- 私立 
  - たんぽぽ保育園
  - ちびはる保育園
  - BUDDY保育園

## 交通

### 空港
- 福岡空港 - 同一県内の佐賀空港より福岡空港のほうが距離的にも近い。町と福岡空港を直接結ぶ公共交通機関はない。
- 佐賀空港 - 基山町内からは福岡空港よりやや距離がある。町と佐賀空港を結ぶ予約制のリムジンタクシーがある。

### 鉄道

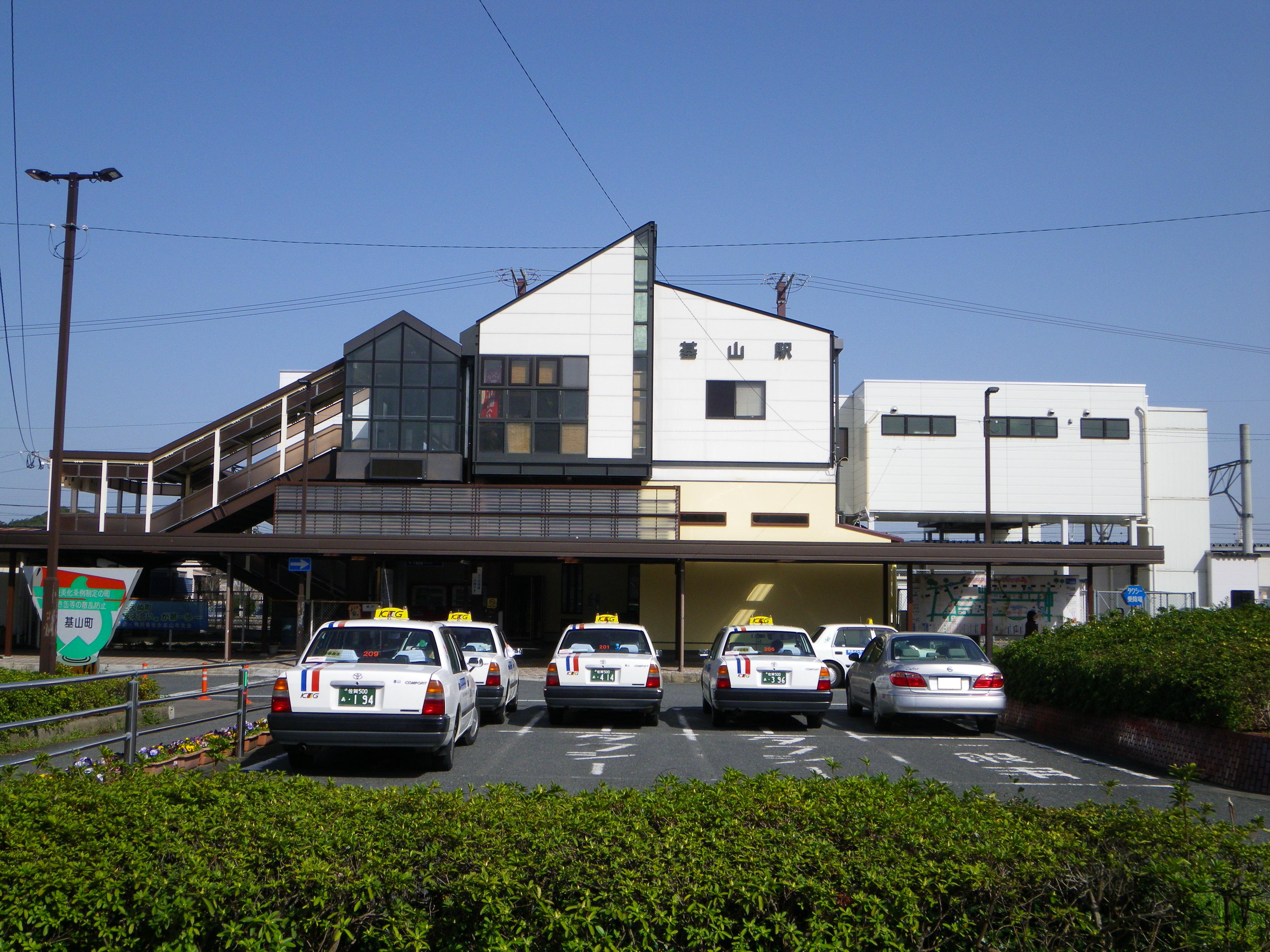
基山駅

- 九州旅客鉄道（JR九州）
  - 鹿児島本線
    - けやき台駅 - 基山駅
- 甘木鉄道
  - 甘木線
    - 基山駅 - 立野駅

町の中心駅：基山駅

### バス
町内の一般路線バスはすべて廃止されておりコミュニティバス「きやまコミュニティバス」のみとなっている。
町内の基山パーキングエリアに併設されたバスストップに九州各地への高速バスが発着する。

### 道路
- 高速道路
  - 九州自動車道
    - 基山パーキングエリア（基山バスストップ）[注 2]

※町内にインターチェンジは無い。最寄りインターチェンジは町より南にある鳥栖インターチェンジ、または町より北にある筑紫野インターチェンジ。
- 一般国道
  - 国道3号
- 主要地方道
  - 県道17号（鳥栖筑紫野道路）
    - 正応寺インターチェンジ - 園部インターチェンジ - 宮浦インターチェンジ - 城戸インターチェンジ
- 一般県道
  - 佐賀県道131号小郡基山線
  - 福岡県道・佐賀県道132号本郷基山停車場線
  - 佐賀県道・福岡県道137号基山平等寺筑紫野線
  - 佐賀県道219号基山停車場線
  - 佐賀県道300号基山公園線

## 文化施設
- 基山町民会館
- 保健センター
- 基山町立図書館

## スポーツ施設
- 基山町総合体育館
- 基山町総合公園多目的運動場
- 基山町営球場
- 基山町営テニスコート

## 特産品
- 柿
- アスパラガス
- 梨
- 基山茶
- やぶれまんじゅう

## 名所・旧跡・観光スポット・祭事・催事

### 名所・史跡・観光スポット
- 基肄城跡 - 国の特別史跡
- 荒穂神社 - 延喜式内社
- 大興善寺 - 別名「つつじ寺」。4月下旬から5月上旬にかけて約5万本のつつじが咲く（大興善寺（つつじ寺）Web）
- 本福寺 - 光明念佛身語聖宗総本山　（本福寺）
- 瀧光徳寺 - 中山身語正宗大本山
- 吉祥寺 - 真言宗善通寺派大本山
- 基山町立歴史民俗資料・図書館
- 三国境石 - 三国山が筑前・筑後・肥前の三国を分かつ三国境

### 祭事・催事
- 大興善寺つつじ祭り（4月中旬〜5月上旬）
- 春のJR九州ウォーキング（4月下旬）
- きのくに祭り（7月下旬）
- 御神幸祭（9月秋分の日）
- 園部くんち（10月17日に近い日曜日）
- 基山町文化祭（11月1日〜3日）
- 大興善寺もみじ祭り（11月中旬〜12月上旬）
- きやまロードレース大会（12月第1日曜日）
- ふ・れ・あ・いフェスタ（12月第2日曜日）

## 著名な出身者
- 木原覚恵 - 宗教家（1870年 - 1942年）
- 梁井淳二 - 台湾総督府官僚、衆議院議員（1897年 - 1988年）
- 初代天光軒満月 - 浪曲師（1898年 - 1949年）
- 大石政則 - 海軍大尉（1922年 - 1945年）
- 吉浦忠治 - 衆議院議員（1926年 - 2000年）
- 内山正博 - 元プロ野球選手
- 原泰久 - 漫画家、2013年町民栄誉賞[9][10]
- どぶろっく - お笑い芸人
- 長野久義 - プロ野球選手
- 濵口遥大 - プロ野球選手、2017年町民栄誉賞[9][10]
- 掛丸翔 - 漫画家
- 松田一也 - 基山町長